# Mycetobia seguyi
Mycetobia seguyi är en tvåvingeart som beskrevs av Baylac och Loïc Matile 1990. Mycetobia seguyi ingår i släktet Mycetobia och familjen fönstermyggor.
Artens utbredningsområde är Nya Kaledonien. Inga underarter finns listade i Catalogue of Life.